# Ryan S-T
Il Ryan S-T (Sport-Trainer), citato anche come Ryan ST, fu un aereo da addestramento primario monomotore mono e biposto, monoplano ad ala bassa, sviluppato dall'azienda aeronautica statunitense Ryan Aeronautical Company nei primi anni trenta del XX secolo.
Capostipite della "serie ST", venne sviluppato in numerose varianti mono e biposto, equipaggiate con una serie di motori dalle diverse architetture, destinati al mercato civile e militare.

## Storia del progetto
T. Claude Ryan fu il fondatore della Ryan Aeronautical Company, la seconda incarnazione dell'azienda che portava il suo nome, e la quarta compagnia con cui era stato coinvolto per portare il suo nome (la prima, la Ryan Airlines, fu la costruttrice del Ryan NYP, maggiormente conosciuto come il famoso Spirit of St. Louis). Egli iniziò lo sviluppo dell'ST (da "Sport Trainer", e conosciuto anche come S-T), il primo progetto dell'azienda, nel 1933.